# Elecciones estatales de Bremen de 1975
La elección estatal de Bremen en 1975 fue la novena elección al Bürgerschaft de la Ciudad Libre Hanseática de Bremen. Tuvo lugar el 28 de septiembre de 1975.

## Resultados
La participación fue del 82,2 por ciento. El gobernante SPD sufrió pérdidas, pero defendió su mayoría absoluta.
| Partido | Partido | Votos   | %    | Escaños |
| ------- | ------- | ------- | ---- | ------- |
|         | SPD     | 209.802 | 48,7 | 52 (-7) |
|         | CDU     | 145.306 | 33,8 | 35 (+1) |
|         | FDP     | 55.739  | 13,0 | 13 (+6) |
|         | DKP     | 9.233   | 2,1  | -       |
|         | NPD     | 4.781   | 1,1  | -       |
|         | KBW     | 2.425   | 0,6  | -       |
|         | PFB     | 1.516   | 0,4  | -       |
|         | KPD     | 1.413   | 0,3  | -       |
|         | SpB     | 117     | <0,1 | -       |
|         | WEA     | 59      | <0,1 | -       |